# Rink hockey aux Jeux olympiques d'été de 1992
Le rink hockey fut l'un des trois sports de démonstration enregistrés au programme olympique officiel des Jeux olympiques d'été de 1992, à Barcelone. La popularité de ce sport et la présence de certaines des équipes les plus compétitives (telles que le FC Barcelone ou le Reus Deportiu) en Catalogne, a incité le Comité d'organisation de proposer son inclusion dans le programme olympique.
La compétition, uniquement masculine, s'est déroulée du 26 juillet au 7 août 1992 dans quatre villes de Catalogne : Vic, Sant Sadurní d'Anoia, Reus et Barcelone. Un total de 12 pays a engagé une équipe dans la compétition, ce qui représente 120 joueurs. Les principaux prétendants, l'Espagne, l'Italie, le Portugal et l'Argentine se sont tous placés dans les 4 premières places, avec le Portugal (Champions du monde en 1991) qui échoue au pied du podium et l'Argentine qui gagne la finale face au pays hôte.
Lors du tour préliminaire, les équipes furent divisées en 2 groupes, en fonction des résultats obtenus lors du Championnat du monde 1991, qui se sont tenus au Portugal. Les matchs du groupe A ont été joués au Pavelló del Club Patí Vic, à Vic, alors que les matchs du groupe B l'étaient au Pavelló de l'Ateneu de Sant Sadurní, à Sant Sadurní d'Anoia. Les trois meilleures équipes de chaque groupe furent qualifiés pour la phase de demi-finales qui se déroula comme un tour avec un groupe de six équipes, au Pavelló d'Esports, à Reus. Pour finir, Les deux meilleures équipes se rencontrèrent pour un match final et les 3e et 4e jouèrent un match pour la médaille de bronze, au Palau Blaugrana.

## Classement final
| Rang                                | Équipe     |
| ----------------------------------- | ---------- |
| Médaille d'or, Jeux olympiques      | Argentine  |
| Médaille d'argent, Jeux olympiques  | Espagne    |
| Médaille de bronze, Jeux olympiques | Italie     |
| 4                                   | Portugal   |
| 5                                   | Brésil     |
| 6                                   | Pays-Bas   |
| 7                                   | États-Unis |
| 8                                   | Allemagne  |
| 9                                   | Angola     |
| 10                                  | Suisse     |
| 11                                  | Australie  |
| 12                                  | Japon      |

## Compétition

### Tour préliminaire

#### Groupe A
| Équipe        | Pts | Joués | G | N | D | +  | -  |
| ------------- | --- | ----- | - | - | - | -- | -- |
| 1. Italie     | 9   | 5     | 4 | 1 | 0 | 54 | 8  |
| 2. Portugal   | 8   | 5     | 4 | 0 | 1 | 59 | 8  |
| 3. Argentine  | 6   | 5     | 2 | 2 | 1 | 22 | 9  |
| 4. États-Unis | 5   | 5     | 2 | 1 | 2 | 24 | 27 |
| 5. Suisse     | 2   | 5     | 1 | 0 | 4 | 12 | 28 |
| 6. Japon      | 0   | 5     | 0 | 0 | 5 | 4  | 95 |

#### Groupe B
| Équipe       | Pts | Joués | G | N | P | +  | -  |
| ------------ | --- | ----- | - | - | - | -- | -- |
| 1. Espagne   | 10  | 5     | 5 | 0 | 0 | 45 | 4  |
| 2. Brésil    | 8   | 5     | 4 | 0 | 1 | 27 | 12 |
| 3. Pays-Bas  | 5   | 5     | 2 | 1 | 2 | 22 | 24 |
| 4. Allemagne | 4   | 5     | 2 | 0 | 3 | 13 | 17 |
| 5. Angola    | 3   | 5     | 1 | 1 | 3 | 7  | 23 |
| 6. Australie | 0   | 5     | 0 | 0 | 5 | 7  | 42 |

### Demi-finales
| Équipe       | Pts | Joués | G | N | P | +  | -  |
| ------------ | --- | ----- | - | - | - | -- | -- |
| 1. Espagne   | 9   | 5     | 4 | 1 | 0 | 19 | 8  |
| 2. Argentine | 8   | 5     | 4 | 0 | 1 | 18 | 9  |
| 3. Portugal  | 6   | 5     | 3 | 0 | 2 | 22 | 12 |
| 4. Italie    | 4   | 5     | 2 | 0 | 3 | 21 | 19 |
| 5. Brésil    | 3   | 5     | 1 | 1 | 3 | 12 | 20 |
| 6. Pays-Bas  | 0   | 5     | 0 | 0 | 5 | 5  | 29 |

- Légende: Pts – points; Joués – matchs joués; G – victoires; N – matchs nuls; P – matchs perdus; + – buts marqués; - – buts encaissés

### Finales

#### Match pour la médaille de bronze
| 7 août 1992                     |                                                                             |                                                  |                           |
| Portugal                        | 2-3 (2-1)                                                                   | Italie                                           | Palau Blaugrana Barcelone |
| Luís Ferreira Victor Hugo Silva |                                                                             | Francesco Amato Massimo Mariotti Roberto Crudeli | Palau Blaugrana Barcelone |
|                                 | Arbitres: Miguel Angel Marti Corcuera (ESP) & Alfonso Mestres Torrens (ESP) |                                                  |                           |

#### Match pour la médaille d'or
| 7 août 1992                                                                   |                                                                          |                                                                                 |                           |
| Espagne                                                                       | 6-8 (5-5)                                                                | Argentine                                                                       | Palau Blaugrana Barcelone |
| A. Avecilla Porto (2) A. Rovira Lecha (2) Joan Ayats Presas Joan Carles Colas |                                                                          | J. Paes Picon (3) D. Allende Martinez (2) P. Cairo Valdivia (2) R. Roldan Gomez | Palau Blaugrana Barcelone |
|                                                                               | Arbitres: Luís Alfredo Dias Rei (POR) & João António Pereira Faria (POR) |                                                                                 |                           |